# Thyridosmylus maolanus
Thyridosmylus maolanus är en insektsart som beskrevs av C.-k. Yang 1993. Thyridosmylus maolanus ingår i släktet Thyridosmylus och familjen vattenrovsländor. Inga underarter finns listade i Catalogue of Life.